# Tubulipora
Tubulipora is een geslacht van mosdiertjes uit de familie van de Tubuliporidae.

## Soorten
- Tubulipora admiranda Osburn, 1953
- Tubulipora aliciae Soule, Soule & Chaney, 1995
- Tubulipora anderssoni Borg, 1926
- Tubulipora aperta Harmer, 1898
- Tubulipora bocki Borg, 1944
- Tubulipora borgi Kluge, 1946
- Tubulipora brasiliensis Buge, 1979
- Tubulipora capitata Hincks, 1881
- Tubulipora carinata Borg, 1944
- Tubulipora confracta Winston & Hayward, 2012
- Tubulipora disposita (Hutton, 1873)
- Tubulipora duplicatocrenata Gontar, 2009
- Tubulipora egregia Osburn, 1953
- Tubulipora eminens Kluge, 1955
- Tubulipora euroa Marcus, 1938
- Tubulipora expansa (Packard, 1863)
- Tubulipora fasciculifera Hincks, 1884
- Tubulipora flabellaris (O. Fabricius, 1780)
- Tubulipora fructuosa Gostilovskaya, 1955
- Tubulipora fruticosa Kluge, 1946
- Tubulipora glomerata Hutton, 1873
- Tubulipora gracillima Borg, 1944
- Tubulipora hemiphragmata Harmelin, 1976
- Tubulipora ingens Canu & Bassler, 1928?
- Tubulipora liliacea (Pallas, 1766) = Purper mosdiertje
- Tubulipora lobifera Hastings, 1963
- Tubulipora lobulata Hassall, 1841
- Tubulipora lunata Marcus, 1937
- Tubulipora macella Marcus, 1955
- Tubulipora marisalbi Gostilovskaya, 1955
- Tubulipora meneghini (Heller, 1867)
- Tubulipora minuta Kluge, 1946
- Tubulipora mitis Marcus, 1955
- Tubulipora murmanica Kluge, 1955
- Tubulipora mutsu Okada, 1928
- Tubulipora nordgaardi Kluge, 1946
- Tubulipora notomala (Busk, 1875)
- Tubulipora notomale (Busk, 1875)
- Tubulipora organisans d'Orbigny, 1839
- Tubulipora pacifica Robertson, 1910
- Tubulipora parvus Canu & Bassler, 1928
- Tubulipora penicillata (O. Fabricius, 1780)
- Tubulipora phalangea Couch, 1844
- Tubulipora plumosa Thompson in Harmer, 1898
- Tubulipora proteica Moyano, 1983
- Tubulipora pulcherrimoidea Liu, 2001
- Tubulipora pulchra MacGillivray, 1885
- Tubulipora pyriformis Canu & Bassler, 1929
- Tubulipora radicata Canu & Bassler, 1929
- Tubulipora rugatata Liu, 2001
- Tubulipora samuelsoni Brood, 1980
- Tubulipora serpens Canu & Bassler, 1928
- Tubulipora similis Liu, 2001
- Tubulipora smitti Kluge, 1962
- Tubulipora soluta Kluge, 1946
- Tubulipora spatiosa Borg, 1944
- Tubulipora stellata Busk, 1886
- Tubulipora tuba (Gabb & Horn, 1862)
- Tubulipora tubigera (Busk, 1886)
- Tubulipora tuboangusta Moyano, 1983
- Tubulipora tubolata Moyano, 1983
- Tubulipora uniformis Gostilovskaya, 1955
- Tubulipora varians Canu & Bassler, 1929
- Tubulipora ventricosa Busk, 1855
- Tubulipora ziczac Harmelin, 1976